# Szűcs Kinga
Szűcs Kinga (Értarcsa, 1975. július 9. –) magyar színésznő.

## Életpályája
A színpaddal már gyerekként megismerkedett amatőr szavalóként és néptáncosként. 1996–1999 között végezte el a Gór Nagy Mária Színitanodát. Tanulmányai alatt a Fiatalok Színháza a Stefánián előadásaiban, utána a Soproni Petőfi Színház produkcióiban játszott. 2001-től 2009-ig a Győri Nemzeti Színház, 2009-től 2018-ig a Pesti Magyar Színház társulatának tagja volt. Emellett 2009-től 2012-ig rendszeresen vendégszerepelt a Miskolci Nemzeti Színházban. 2018-tól a Dunaújvárosi Bartók Kamaraszínházban, valamint független produkciókban játszik. 2003-ban kapta meg a Magyar Színészkamara Színész I. minősítését.
Színházi szerepei mellett játszott sorozatokban, megjelentetett egy önálló lemezt „Jó kis kor” címmel, melyre musicalekből (Chicago, Kabaré, La Mancha lovagja, Grease, Hair, Jézus Krisztus szupersztár) válogatott dalokat, illetve a Szűcs Kinga Jazz Band, alapítója és énekese.
Művészi munkája mellett 2002-től tanulmányokat folytatott a Nyugat-magyarországi Egyetem Apáczai Csere János Karán, ahol 2005-ben végzett művelődésszervező szakon. 2018-ban a Károli Gáspár Református Egyetem Bölcsészettudományi Karán színháztudomány szakon szerzett mesterdiplomát.
Férje Molnár Csaba, fiúk András (2014).

## Színházi szerepei
| \| Szerző \| A darab címe \| Bemutató dátuma \| S z í n h á z \| Játszott szerep \| \| ------------------------------------------------------------------ \| -------------------------------------------------- \| --------------- \| ------------------------------------------------ \| -------------------------------------------------------------------------- \| \| Barabás Pál (filmforgatókönyv), Frenkó Zsolt \| Egy szoknya, egy nadrág \| 1999. \| Fiatalok Színháza a Stefánián (GNM Színitanoda) \| Dulcinea Juares, spanyol özvegy \| \| Molnár Ferenc \| Liliom \| 1999. \| Fiatalok Színháza a Stefánián (GNM Színitanoda) \| Marika \| \| Gerome Ragni, James Rado \| Hair \| 2000. \| Győri Nemzeti Színház \| Sheila \| \| William Shakespeare \| Rómeó és Júlia \| 2001. \| RS9 Színház \| Capuletné \| \| Larry L. King, Peter Masterson \| Pipifarm \| 2002. \| Győri Nemzeti Színház \| Angel, másodéves \| \| William Shakespeare, Mel Shapiro, John Guare \| Veronai fiúk \| 2003. \| Győri Nemzeti Színház \| Lucetta \| \| Molnár Ferenc \| Az ibolya \| 2003. \| Győri Nemzeti Színház \| Márkus kisasszony \| \| Molnár Ferenc \| Egy, kettő, három \| 2003. \| Győri Nemzeti Színház \| Brasch \| \| Fazekas Mihály, Kszel Attila \| Ludas Matyi \| 2004. \| Győri Nemzeti Színház - Kisfaludy Terem \| Kamilla \| \| Bolba Lajos \| Webber! \| 2004. \| Győri Nemzeti Színház \| \| \| Alain Boublil, Claude-Michel Schönberg \| Miss Saigon \| 2004. \| Győri Nemzeti Színház \| Gigi \| \| Michel Tremblay \| Sógornők \| 2005. \| Győri Nemzeti Színház - Kisfaludy Terem \| Ginette Menard \| \| Hunyady Sándor, Makk Károly, Bacsó Péter \| A vöröslámpás ház avagy: Egy erkölcsös éjszaka \| 2005. \| Győri Nemzeti Színház \| Darinka \| \| Dean Pitchford, Walter Bobbie \| Rongyláb \| 2006. \| Győri Nemzeti Színház \| Ariel Moore - Moorék lánya \| \| Harmath Imre \| Maya \| 2006. \| Győri Nemzeti Színház \| Madelaine \| \| Maurine Dallas Watkins, Fred Ebb, Bob Fosse \| Chicago \| 2007. \| Győri Nemzeti Színház \| Velma Kelly \| \| Joseph Rudyard Kipling, Békés Pál \| A dzsungel könyve \| 2007. \| Győri Nemzeti Színház \| Bagira \| \| Tasnádi István \| Made in Hungária \| 2008. \| Győri Nemzeti Színház \| Vera \| \| Tim Rice \| Evita \| 2008. \| Győri Nemzeti Színház \| Evita \| \| Charles Dickens, Müller Péter \| Isten pénze \| 2008. \| Győri Nemzeti Színház \| Mrs. Cratchit \| \| Böhm György, Korcsmáros György \| Hotel Menthol \| 2009. \| Miskolci Nyári Színház; Miskolci Nemzeti Színház \| Klipsz \| \| Gárdonyi Géza, Béres Attila \| Egri csillagok \| 2009. \| Győri Nemzeti Színház \| Izabella királyné \| \| Federico Fellini (filmforgatókönyv), Ennio Flaiano, Tullio Pinelli \| Sweet Charity \| 2010. \| Pesti Magyar Színház \| Nickie \| \| Szüle Mihály \| Egy bolond százat csinál \| 2011. \| Miskolci Nemzeti Színház - Kamaraszínház \| Elly amerikai lány \| \| Berg Judit \| Rumini \| 2011. \| Pesti Magyar Színház \| Csincsili, a ferritkirály lánya \| \| Victor Hugo, Alain Boublil, Claude-Michel Schönberg \| A nyomorultak \| 2011. \| Miskolci Nemzeti Színház \| Eponine \| \| Mark Twain \| Tom Sawyer kalandjai és Huckleberry Finn kalandjai \| 2012. \| Pest Magyar Színház \| Judith Luftus Brown, özvegyasszony \| \| Sztankay Ádám, Szabó Borbála \| Facér pasi naplója \| 2012. \| Pesti Magyar Színház \| Örök nő \| \| Szerb Antal, Forgách András \| Holdvilág és utasa \| 2013. \| Magyar Színház Vasfüggöny mögötti játéktér \| Millicent \| \| Böszörményi Gyula \| Almaszósz \| 2013. \| Magyar Színház \| Rossz Rubinola, Hófehérke mérgezett almájának gonosz fele; Szomszédasszony \| \| James Lapine \| Vadregény \| 2014. \| Magyar Színház \| Hamupipőke \| \| Pozsgai Zsolt \| Razzia \| 2018. \| Hungarikum Pódium \| Michaella \| \| Shakespeare \| Szentivánéji álom \| 2018. \| OFF Kultúrszövőgyár \| Titánia \| \| Kolozsi Angéla \| A só \| 2018. \| Vojtina Bábszínház \| Lujza \| \| Böszörményi Gyula \| Lúzer Rádió Budapest \| 2018. \| Dunaújvárosi Bartók Kamaraszínház \| Csang Mej \| \| Feydeau \| Bolha a fülbe \| 2019. \| Dunaújvárosi Bartók Kamaraszínház \| Lucienne Homenides de Histangua \| |                                                    |                 |                                                  |                                                                            |
| Szerző | A darab címe                                       | Bemutató dátuma | S z í n h á z                                    | Játszott szerep                                                            |
| Barabás Pál (filmforgatókönyv), Frenkó Zsolt | Egy szoknya, egy nadrág                            | 1999.           | Fiatalok Színháza a Stefánián (GNM Színitanoda)  | Dulcinea Juares, spanyol özvegy                                            |
| Molnár Ferenc | Liliom                                             | 1999.           | Fiatalok Színháza a Stefánián (GNM Színitanoda)  | Marika                                                                     |
| Gerome Ragni, James Rado | Hair                                               | 2000.           | Győri Nemzeti Színház                            | Sheila                                                                     |
| William Shakespeare | Rómeó és Júlia                                     | 2001.           | RS9 Színház                                      | Capuletné                                                                  |
| Larry L. King, Peter Masterson | Pipifarm                                           | 2002.           | Győri Nemzeti Színház                            | Angel, másodéves                                                           |
| William Shakespeare, Mel Shapiro, John Guare | Veronai fiúk                                       | 2003.           | Győri Nemzeti Színház                            | Lucetta                                                                    |
| Molnár Ferenc | Az ibolya                                          | 2003.           | Győri Nemzeti Színház                            | Márkus kisasszony                                                          |
| Molnár Ferenc | Egy, kettő, három                                  | 2003.           | Győri Nemzeti Színház                            | Brasch                                                                     |
| Fazekas Mihály, Kszel Attila | Ludas Matyi                                        | 2004.           | Győri Nemzeti Színház - Kisfaludy Terem          | Kamilla                                                                    |
| Bolba Lajos | Webber!                                            | 2004.           | Győri Nemzeti Színház                            |                                                                            |
| Alain Boublil, Claude-Michel Schönberg | Miss Saigon                                        | 2004.           | Győri Nemzeti Színház                            | Gigi                                                                       |
| Michel Tremblay | Sógornők                                           | 2005.           | Győri Nemzeti Színház - Kisfaludy Terem          | Ginette Menard                                                             |
| Hunyady Sándor, Makk Károly, Bacsó Péter | A vöröslámpás ház avagy: Egy erkölcsös éjszaka     | 2005.           | Győri Nemzeti Színház                            | Darinka                                                                    |
| Dean Pitchford, Walter Bobbie | Rongyláb                                           | 2006.           | Győri Nemzeti Színház                            | Ariel Moore - Moorék lánya                                                 |
| Harmath Imre | Maya                                               | 2006.           | Győri Nemzeti Színház                            | Madelaine                                                                  |
| Maurine Dallas Watkins, Fred Ebb, Bob Fosse | Chicago                                            | 2007.           | Győri Nemzeti Színház                            | Velma Kelly                                                                |
| Joseph Rudyard Kipling, Békés Pál | A dzsungel könyve                                  | 2007.           | Győri Nemzeti Színház                            | Bagira                                                                     |
| Tasnádi István | Made in Hungária                                   | 2008.           | Győri Nemzeti Színház                            | Vera                                                                       |
| Tim Rice | Evita                                              | 2008.           | Győri Nemzeti Színház                            | Evita                                                                      |
| Charles Dickens, Müller Péter | Isten pénze                                        | 2008.           | Győri Nemzeti Színház                            | Mrs. Cratchit                                                              |
| Böhm György, Korcsmáros György | Hotel Menthol                                      | 2009.           | Miskolci Nyári Színház; Miskolci Nemzeti Színház | Klipsz                                                                     |
| Gárdonyi Géza, Béres Attila | Egri csillagok                                     | 2009.           | Győri Nemzeti Színház                            | Izabella királyné                                                          |
| Federico Fellini (filmforgatókönyv), Ennio Flaiano, Tullio Pinelli | Sweet Charity                                      | 2010.           | Pesti Magyar Színház                             | Nickie                                                                     |
| Szüle Mihály | Egy bolond százat csinál                           | 2011.           | Miskolci Nemzeti Színház - Kamaraszínház         | Elly amerikai lány                                                         |
| Berg Judit | Rumini                                             | 2011.           | Pesti Magyar Színház                             | Csincsili, a ferritkirály lánya                                            |
| Victor Hugo, Alain Boublil, Claude-Michel Schönberg | A nyomorultak                                      | 2011.           | Miskolci Nemzeti Színház                         | Eponine                                                                    |
| Mark Twain | Tom Sawyer kalandjai és Huckleberry Finn kalandjai | 2012.           | Pest Magyar Színház                              | Judith Luftus Brown, özvegyasszony                                         |
| Sztankay Ádám, Szabó Borbála | Facér pasi naplója                                 | 2012.           | Pesti Magyar Színház                             | Örök nő                                                                    |
| Szerb Antal, Forgách András | Holdvilág és utasa                                 | 2013.           | Magyar Színház Vasfüggöny mögötti játéktér       | Millicent                                                                  |
| Böszörményi Gyula | Almaszósz                                          | 2013.           | Magyar Színház                                   | Rossz Rubinola, Hófehérke mérgezett almájának gonosz fele; Szomszédasszony |
| James Lapine | Vadregény                                          | 2014.           | Magyar Színház                                   | Hamupipőke                                                                 |
| Pozsgai Zsolt | Razzia                                             | 2018.           | Hungarikum Pódium                                | Michaella                                                                  |
| Shakespeare | Szentivánéji álom                                  | 2018.           | OFF Kultúrszövőgyár                              | Titánia                                                                    |
| Kolozsi Angéla | A só                                               | 2018.           | Vojtina Bábszínház                               | Lujza                                                                      |
| Böszörményi Gyula | Lúzer Rádió Budapest                               | 2018.           | Dunaújvárosi Bartók Kamaraszínház                | Csang Mej                                                                  |
| Feydeau | Bolha a fülbe                                      | 2019.           | Dunaújvárosi Bartók Kamaraszínház                | Lucienne Homenides de Histangua                                            |

### Jelenleg játszott szerepei
Az utolsó módosítás ebben a szakaszban:  2014. november 17., 22:21 (CET)
A Pesti Magyar Színházban:
Vendégművészként játszott szerepei:

## Tévés és filmes szerepei
- Barátok közt
- Jóban Rosszban
- Diplomatavadász
- Magánnyomozók

## Saját lemeze
- Jó kis kor (2011)

## Családi háttere
2008-ban házasságot kötött Molnár Csaba politikussal.